# Повлачење турског гарнизона из Београда 1867.
Србија и Београд су представљали револуционарни центар за цело подручје Балкана. Као на револуционарни центар на њих су гледали и у Цариграду, као и у свим престоницама већих Европских држава. Активна спољна политика кнеза Михаила и Српске владе, као и њихова снажна револуционарна идеја су изазвале заоштравање односа са Турском. На заоштравање односа између Србије и Турске су у великој мери утицале и сталне чарке и отворена непријатељства између српског и турског становништва у Београду.

## Стање у Београду пред сукобе
Турци су од раније били познати по злу међу Србима, али су током педесетих и шездесетих година постали још агресивнији. Њихови испади и отворена нетрпељивост према Србима је била још израженија. Турци су свакодневно пљачкали, убијали и силовали српско и остало нетурско становништво у Београду. Турци се нису обазирали ни на протесте српских званичника, као ни страних конзула који су се налазили у Београду. На основу сачуваних података, у периоду између 1857. и 1862. године, Турци су у Београду починили неколико десетина различитих тешких злочина. Ти догађаји су представљали увод у дешавања из 1862. године.
У лето 1862. на Чукур чесми на Дорћолу се догодио инцидент, када је Турски војник убио српског дечака који је захватао воду са чесме. Тај догађај је узбунио целу варош. Српско становништво је кренуло према чесми, где су се већ налазили представници српске власти, који су имали задатак да починиоца приведу надлежним органима. Међутим, између Срба и Турака долази до туче и пушкарања. У том сукоби Турци убијају заповедника српске жандармерије. Окупљени Срби су се вратили својим кућама, одакле су узели оружје које су поседовали, након чега се враћају на место сукоба. Током целог дана и ноћи кроз варош одјекује пушкарање, и тек пред зору министар Илија Гарашанин и командант београдске тврђаве Ашир-паша потписују примирје.
Након сахране погинулих, 4. јуна, Срби се повлаче у своје домове и на град пада тишина. Баш у том тренутку, Ашир-паша наређује отварање ватре из топова који су се налазили на градским зидинама. Срби су у првом тренутку били изненађени, али се врло брзо консолидују и прихватају оружја. Из унутрашњости Србије стижу добровољци жељни борбе против Турака. На вест о бомбардовању у град долази и кнез Михајло. Он објављује опсадно стање у Београду, и на барикадама се чита његов проглас где се позива на ликвидацију турских власти.
Однос снага у граду је био такав да су биле мале шансе да се Београд потпуно ослободи Турске власти. И страни конзули су се од почетка сукоба залагали за мирно решавање сукоба. Након тих обрачуна, у Београду је заведен мир, али се непријатељство стално осећало. Након дипломатских акција српске стране, 1862. године је издејствовано повлачење турских гарнизона из тврђава Соко и Ужице.

## Наставак револуционарних активности
Почетком 1867. године у Београд стиже бугарски револуционар и књижевник Љубен Каравелов. Након доласка у Београд, он се укључује у револуционарне активности и рад српске омладине. Бугарски револуционари окупљени око Каравелова доносе „Програм политичкога одношаја Србо-Бугара“, где се наводи да Бугари и Срби треба да живе под једном управом и заставом. Касније су представници разних бугарских крајева прихватили овај програм и закључили да треба да се успостави братско једињење Срба и Бугара под именом Југословенског царства.

## Повлачење турске војске из Београда
Средином марта 1867. кнез Михајло одлази у Цариград. Почетком априла, кнез се враћа у Београд. Показао је велику упорност током преговора са Турцима, а и однос између великих сила му је ишао на руку. Сви ти аспекти су довели до потпуног успеха његових преговора. Султан му је у Цариграду предао ферман о предаји градова Београда, Смедерева, Шапца и Кладова. Ферман о предаји градова је свечано представљен на Калемегдану. Тој почасти су присуствовали српски великодостојници, представници земаља великих сила, представници и српске и турске војске, као и целокупног грађанства Београда. Пошто је прочитан ферман, Кнез Михајло је отишао у град, где му је заповедник београдске тврђаве Али Риза-паша симболично предао кључеве града.
На београдској тврђави се поред турске, вијорила и српска застава, а српска стража је заменила турску. Последњи одред турске војске напустио је Београд 24. априла 1867. године, а дан касније град је напустио и последњи турски командант београдске тврђаве Али Риза-паша.